# Вулиця Пекарська (Львів)
Вулиця Пекарська — одна з вулиць міста Львова, розташована в Личаківському районі. Простягається від вулиці Івана Франка до вулиці Мечникова (біля головного входу на Личаківський цвинтар). Проходить між вулицями Личаківською і Левицького, паралельна до них. Забудова Пекарської різноманітна: віденський класицизм, модерн, закопанський стиль, конструктивізм, сталінський ампір, новобудови. На вулиці розташована значна кількість освітньої та медичної інфраструктури.
Довжина нинішньої Пекарської вулиці становить близько 1400 метрів. Вулиця орієнтована із заходу на схід, вимощена бруківкою, обсаджена деревами (крім нижньої частини). У верхній частині до вулиці з півдня прилягають зелені насадження території. В цьому районі височіє пагорб (321 метрів над рівнем моря), що має назву Новокампіановська гора (з XIX століття — Шуманівка), на якому збереглися сліди валів XVII століття, побудовані міським бургомістром Мартином Кампіаном.
Тут розташовані два медичні університети національного рівня: Львівський національний медичний університет імені Данила Галицького та Львівський національний університет ветеринарної медицини та біотехнологій імені Степана Ґжицького. З медичної інфраструктури є обласні центри: Львівська обласна інфекційна клінічна лікарня, Львівський обласний клінічний діагностичний центр, Львівський обласний центр служби крові, Львівське обласне патологоанатомічне бюро. На вулиці також розташований Ботанічний сад.
20 % від всіх адрес вулиці є архітектурними пам'ятками місцевого значення, серед них три палаци: неоготичний палац Туркулів-Комелло, палац Сєменських-Левицьких, палац графа Орловського.

## Історія

### Назви
Від 1544 року — вулиця Тембжицька або Темричевська. Від 1690 року — вулиця Пекарська. Під час німецької окупації (від 1943 року) — вулиця Бакерґассе (назва вулиці Пекарської німецькою мовою). Історична назва повернена вулиці у липні 1944 році.

### Розвиток вулиці
Вулиця утворилася на місці дороги, яка була прокладена паралельно до лінії міських бастіонних фортифікацій, що споруджувалися у 1690-х роках за ініціативи коронного гетьмана Станіслава Яблоновського та під керівництвом коменданта Львова Яна Беренса. За розрахунками львівського історика Мирона Капраля на підставі податкового реєстру 1618 року на цій вулиці були 44 будинки; близько 60 % мешканців були поляками, близько 40 % — русинами (тобто українцями); наприкінці нинішньої вулиці Пекарської існувало поселення Воля Кампіановська, яке налічувала 53 будинки (85 % мешканців — поляки, 10 % — німці і 5 % — русини).
З початку XVIII століття промисловий центр Львова переміщується до середмістя, де позацехові ремісники активніше заселяють вулицю Пекарську.
Наприкінці XVIII століття вулиця частково забудована невеликими будиночками садибного типу, до середини XIX століття садибна забудова охопила майже всю вулицю, у 1890-х роках суцільна забудова вулиці багатоповерховими будинками дійшла до нинішньої вулиці Патріарха Димитрія Яреми. Надалі вулиця забудовувалася переважно корпусами навчальних закладів та медичних установ, які вже не створювали суцільної лінії забудови. 
Над ними височіє пагорб, який називався Новокампіанівською горою, а з XIX століття Шуманівкою. На пагорбі збереглися сліди валів фортифікацій XVII століття.
Верхня (або східна) частина Пекарської та Личаківської в середині XIX століття отримала назву «львівської Калабрії». Це пов'язано з приступним угрупуванням, яке вдень укривалася в одному з будинків біля цвинтаря, а вночі виходила полювати за самотніми перехожими. Головного злодія прозвали «цирюльником», адже під будь-яким приводом чіплявся до них, і у відповідний момент швидко заліплював обличчя жертви пластиром із пташиного посліду. Позбавлена зору і можливості покликати на допомогу людина ставала легкою здобиччю для решти банди, яку обкрадали.
1844 року власниця палацу на Пекарській, 50 відкрила купальню на ставі у палацовому парку. Львів'яни відвідували цей заклад, на свята та в неділю тут грав військовий оркестр. Для жінок існували купальні на сусідньому Вороблячому ставі у саду монастиря сакраменток; басейн у саду (нині — басейн Зооветеринарної академії). Проте, через отруєння риб у цьому ставі милом стали причиною заборони доступу до нього світським особам, а купальню перенесли 1846 року на став Шумана.
1914 року на початку вулиці побудували найелегантніший на той час готель Львова — «Краківський», у приміщенні якого нині міститься Апеляційний суд Львівської області.
На початку 1936 року по всій міжвоєнній Польщі пройшли страйки лівих радикалів та робітників. Після розстрілу демонстрації робітників Краківської гумової фабрики «Семперит» 23 березня 1936 року напруженість в країні збільшилася. У Львові протести проти насильницьких дій влади перейшли до вуличних боїв з барикадами.
14 квітня о 10:00 ранку близько 3000 безробітних, організовані комуністами, зібралися перед біржею праці у Львові. Поліція застосувала силу. Важкопоранені демонстранти Владислав Козак і Микола Середа, невдовзі Козак помер. Тоді, похорони призначені на 16 квітня 15:00 годину перетворили на комуністичну демонстрацію. Під час цієї демонстрації на вулиці Пекарській відбувся напад поліції на учасників демонстрації.
У 1930-х роках Аптекарське товариство й інші професійні об'єднання фінансували спорудження окремого корпусу фармації на Пекарській. Для цього розроблено проєкт надбудови кам'яниці Аптекарського товариства, який не вдалося реалізувати.
У 1960-х роках від вулиці Тершаковців (тоді вулиця Марченка) до вулиці Пекарської проклали асфальтовану дорогу.
У 2013 році була проведена реконструкція вулиці від її початку до перехрестя з вулицею Тершаковців. 
Впродовж 2020—2021 років відбулася реконструкція решти вулиці, прокладено велодоріжку. Також відбулася повна заміна всіх мереж — новий колектор, водопостачання, нове освітлення, нові хідники, нові зони паркування.
|                                           |                                           |                                           |
| Вулиця Пекарська на плані міста 1829 року | Вулиця Пекарська на плані міста 1917 року | Вулиця Пекарська на плані міста 1939 року |

## Забудова та архітектурні пам'ятки

### Адміністративна будівля (№1)
Пам'ятка архітектуримісцевого значення № 1363
Адміністративна будівля. У міжвоєнний період на першому поверсі будівлі містилися магазин зброї та букіністичний магазин Пелецького, магазин канцелярського приладдя Ґлоґовської, а також ательє дамських капелюхів Яворської. На початку 2010-х років тут містилось кафе «Офіцерське». Від будівлі є чорний вхід до Апеляційного суду Львівської області.

### П'ятиповерхові будинки (№1а, 1б)
Пам'ятки архітектуримісцевого значення № 656, 1648
П'ятиповерховий будинок споруджений 1913 року за проєктом архітекторів Едмунда Жиховича та Міхала Лужецького на фундаментах давнішої кам'яниці для потреб Товариства приватних урядовців. У міжвоєнний період тут також містився торговий дім «Фармація». У 1944—1957 роках тут розміщувався технікум нафтової промисловості, від 1957 року тут діє Львівський будівельний технікум.

### Чотириповерхова кам'яниця (№1ц)

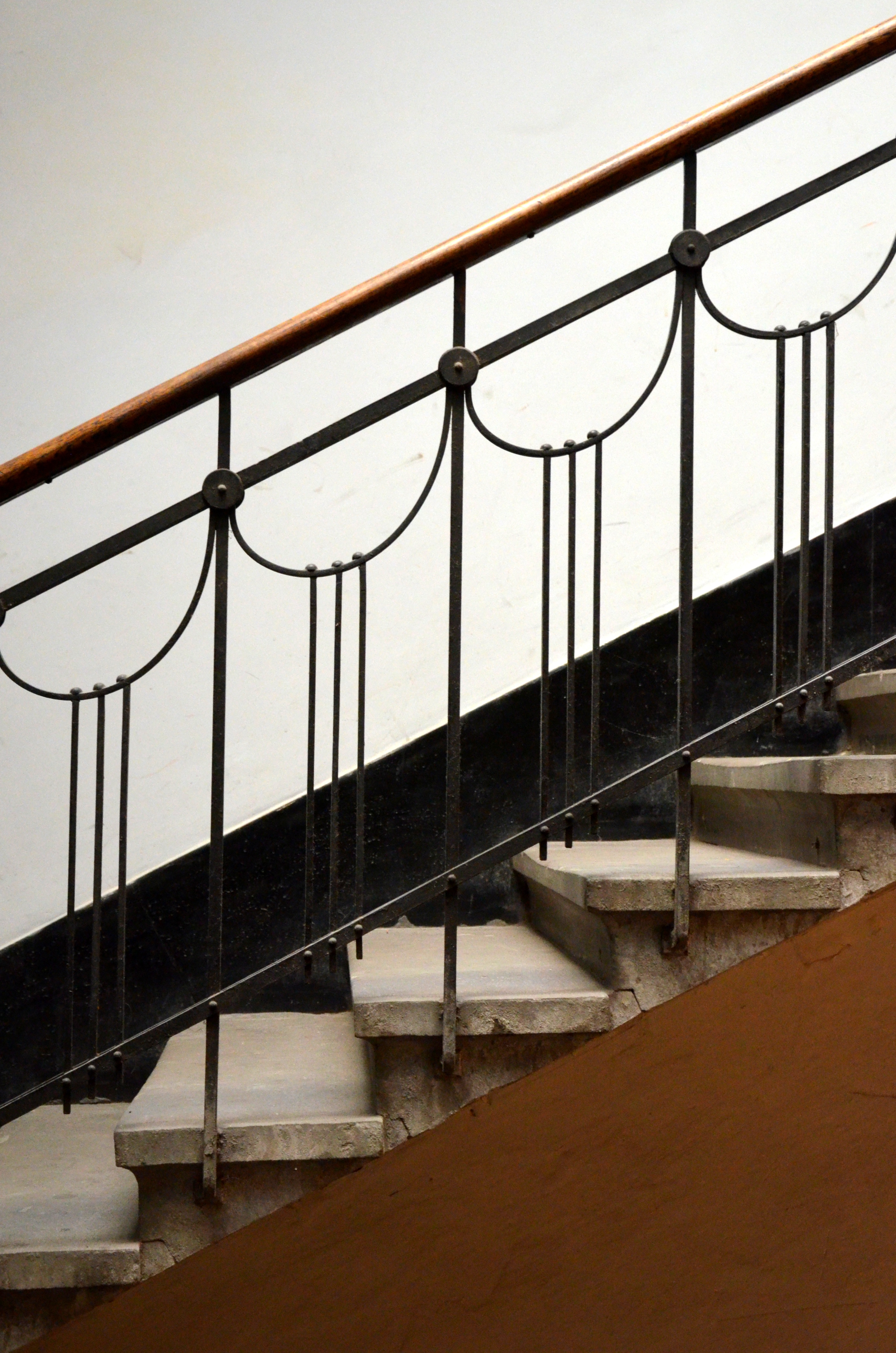
Сходи кам'яниці Пекарської, № 1ц

Чотириповерхова кам'яниця споруджена на початку XX століття у стилі постсецесії. За міжвоєної Польщі тут містилися фотоательє «Ата», спілка «Дерев'яний промисел», фабрика ґудзиків «Фагумет», молочарня Ґродецького та палітурний цех Кшивєцького. За радянських часів — ательє побутових послуг. На початку 1990-х років влаштовано кафе-бар «Призма» з оригінальним скляним фасадом, який відвідувачі прозвали «гранчаком» або «стаканом», від 2015 року приміщення «Призми» займав революційний паб «Горіла шина» та вже на початку 2016 року тут відкрито бар «Данте». Також у цьому ж будинку від середини 2000-х років працювало кафе «Вікторія», якому на зміну згодом прийшло кафе «Тірамісу».

### Колишній готель «Метрополь» (№2)
Наріжна кам'яниця (інша адреса — вулиця Франка, 1), у якій за міжвоєнної Польщі містилися ресторан торговельно-готельної кооперації та кав'ярня «Севілья», а також у 1894—1939 роках розташовувався готель «Метрополь», що колись мав наріжний купол, який розібрали під час пізніших ремонтів. «Севілью» львів'яни називали «Пекелко». Від купола залишилася балюстрада та пілястри коринфського ордера, які мали його «підтримати». Будівля зберегла характерне еклектичне оздоблення 1890-х років та мав електричне освітлення й входив до першокласних готелів міста. До 2010-х років тут містився заклад харчування бістро «Фабрика їжі на Пекарській», торговий дім «Жінка», крамниця арабських парфумів, аптечний магазин «Еталон здоров'я». У 2020 році тут розміщено нотаріальну контору та львівське регіональне представництво страхової компанії «AMG Group», гостел «Baker's Street» та аптечний магазин «Едельвейс» № 7.

### Житлова кам'яниця (№3)
Пам'ятка архітектуримісцевого значення № 1364
Житлова кам'яниця споруджена 1912 року за проєктом Артура Шлеєна. Скульптурне оздоблення виконав Францішек Томаш Бєрнат. У міжвоєнний період тут діяла університетська друкарня, фабрика білизни «Геліос» та магазин дамського одягу Штадлера. З кінця 2000-х років тут діяло відділення комерційного «Авант-банку», яке припинило своє існування 2016 року і відтоді у цьому приміщенні міститься аптечна крамниця мережі «ОЛФА». Цю ж адресу має також магазин професійної косметики «Флояра».

### Житлова кам'яниця (№5)
Пам'ятка архітектуримісцевого значення № 657

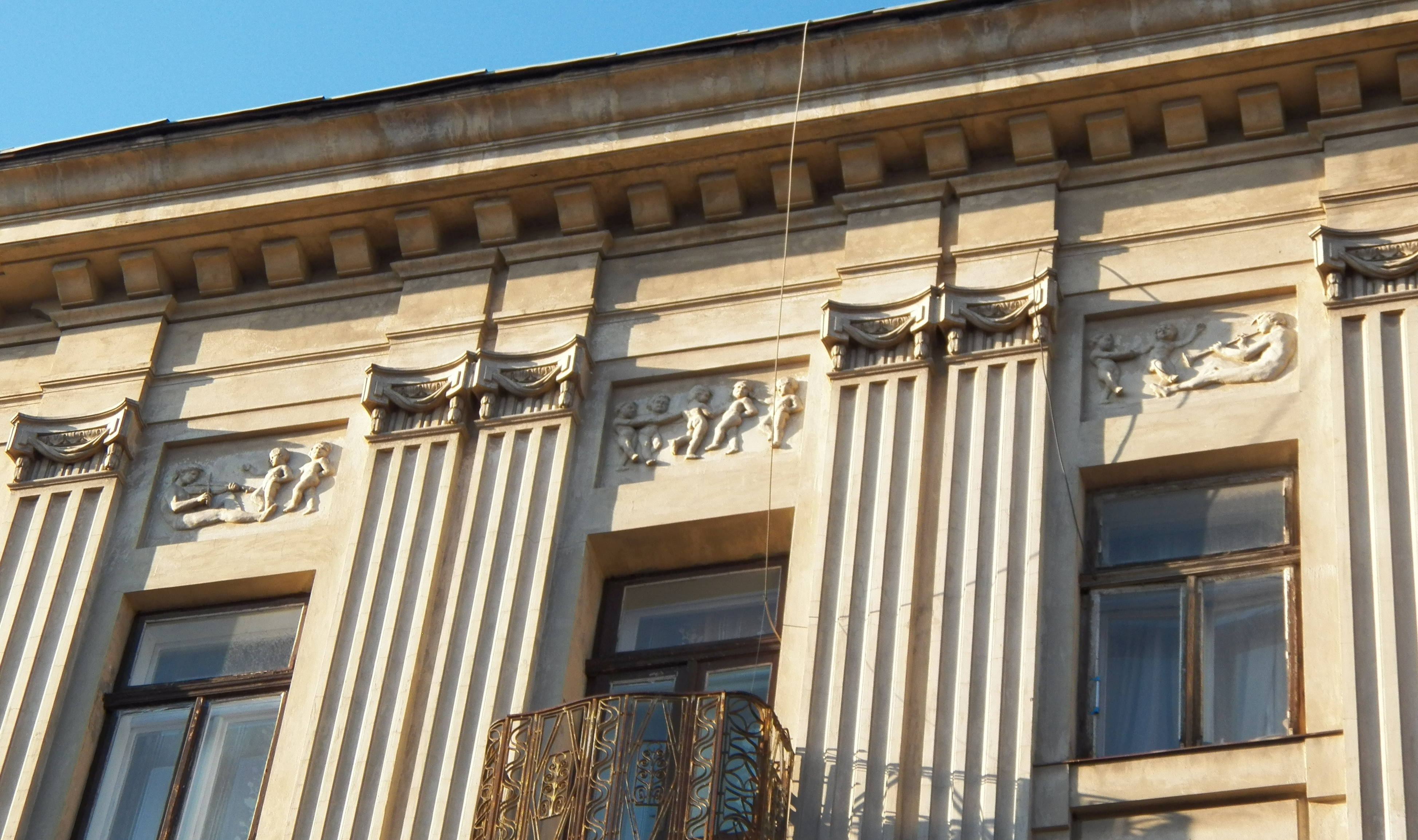
Скульптурне оздоблення, Пекарської, № 5

Житлова кам'яниця споруджена у 1911—1912 роках за проєктом Юзефа Пйонтковського. Вона поєднує архітектурні стилі — віденської сецесії та неокласицизму. У міжвоєнний період тут містилася цукерня Курека та магазин електротехнічних товарів Зонненштайна, за радянських — овочевий магазин. У 2000-х роках — салон мобільного зв'язку UMC та магазин побутової техніки. На початку 2010-х роках в приміщенні салону відкрився магазин білизни «О-ля-ля», а замість магазину побутової техніки — «Східне кафе», яке згодом перейменоване на ресторан ліванської кухні «Бейрут холл».

### Будинок (№7)
За радянських часів  — будівля Львівського обласного побутуправління «Львівфото» та фотоательє. На початку 1980-х років будинок розібрали і на його місці споруджено шестиповерхову будівлю, у якій згодом відкрився Львівський Будинок фото, куди й переїхали керівництво «Львів Фото» та фотоательє. За часів незалежної України перший поверх займало відділення комерційного банку «Надра».

### Триповерхова Г-подібна кам'яниця (№9)
Пам'ятка архітектуримісцевого значення № 235

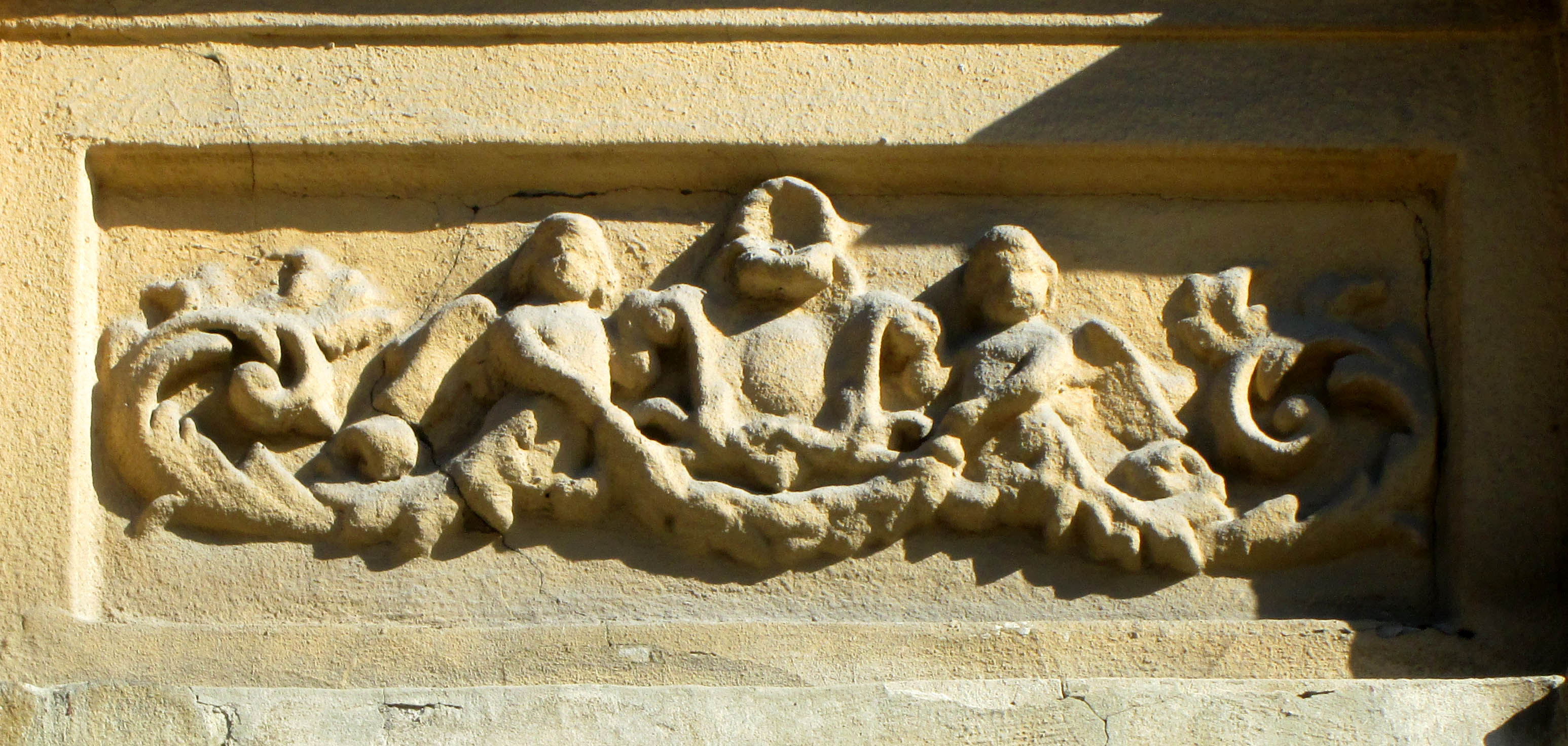
Барельєф Пекарської, № 9

Триповерхова (згодом до неї добудували ще один поверх) Г-подібна кам'яниця споруджена 1877 року за проєктом Вінцентія Кузневича. У 1922—1926 роках кам'яницю перебудували за проєктом Юзефа Авіна для потреб єврейської жіночої професійної школи імені Цецилії Клафтен, що діяла тут до 1939 року. У 1944—1953 роках в будинку містився навчальний корпус Львівського технікуму легкої промисловості, котрий 1953 року переведено в будівлю на вулиці Вороного, 6. Того ж року навчально-виробничі майстерні отримали нове обладнання, створено цехи, потокове виробництво. Станом на 2020 рік за адресою розташований магазин одягу «Студентська мода» та «Ветеринарна аптека».

### Будинок (№11)
Пам'ятка архітектуримісцевого значення № 1365
Наприкінці XIX століття на подвір'ї знаходилася неоренесансна вілла-палацик букініста та видавця Франца Генріха Ріхтера. 1899 року її придбав відомий львівський фотограф Давид Мазур. Між 1899 та 1905 роками за проєктом Карела Боубліка віллу було перебудовано, а у середині будинку було облаштовано фотоательє та лабораторію. 1911 року Мазур продав віллу разом з землею друкареві Казимирові Станіславу Якубовському, котрий того ж року розібрав віллу та на вивільненій від забудови ділянці спорудив чотириповерхову кам'яницю, де були не лише житлові приміщення, але й була також облаштована друкарня. Споруджувала будинок проєктно-будівельна фірма Адольфа Піллера за проєктом Станіслава Бардзького у 1911—1912 роках. Від радянських часів й до 2018 року тут працювала Львівська обласна книжкова друкарня, яку продали з аукціону у 2019 році. Також тут містяться продуктовий магазин та магазин побутової хімії «Мікс Маркет».
|                      |                     |                     |                     |
| Вулиця Пекарська, 1а | Вулиця Пекарська, 3 | Вулиця Пекарська, 9 | Вулиця Пекарська, 5 |

### Житловий будинок. Колишній палац графа Орловського (№13)
Пам'ятка архітектуримісцевого значення № 236

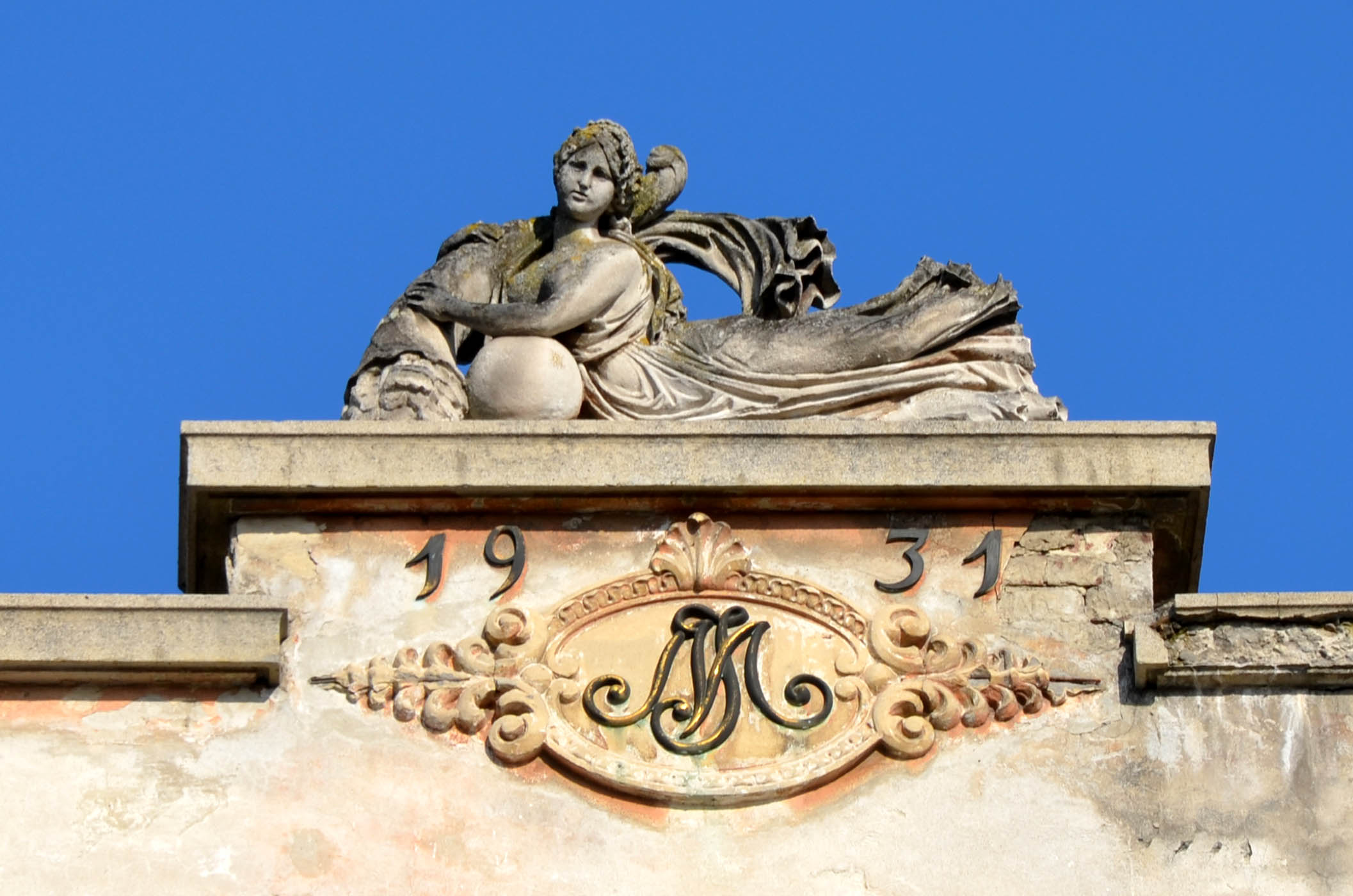
Верхня статуя з датою перебудови, Пекарської, 13

Триповерховий, на високому цоколі, семивісний класицистичний палац, що постав у першій третині XIX століття. Згодом неодноразово реконструйований. Збереглись зокрема два проєкти 1854 і 1855 років авторства Вільгельма Шміда. Ще одна реконструкція відбулася 1884 року за проєктом Якуба Цвіллінґа. 1890 року будівлю набув Генрик Богданович, який влаштував тут фабрику бляшаних виробів. Це спричинило нову хвилю перебудов у 1890, 1892, 1899 роках. Усі — за проєктом Броніслава Бауера. Фасад увінчала скульптура Фортуни, роботи ймовірно Гартмана Вітвера, яка походила ще з 1810—1814 років. З північного (тильного) боку ділянки перед першою світовою війною Бауер спорудив для Богдановича два прибуткових будинки. Третій, за проєктом Юзефа Масловського, не реалізовано. 1925 року фабрика перейшла у власність нафтопромисловця Юзефа Мєрніка, який ініціював чергову перебудову палацу та дворових приміщень, реалізовану 1931 року Максиміліаном Кочуром. Від того часу вигляд споруд майже не змінився. Після другої світової війни весь будинок, включно з колишніми складськими приміщеннями та крамницями, став житловим. У XXI столітті переважну більшість приміщень палацу займають офіси громадських організацій
]]

### Триповерхова кам'яниця (№14)
Триповерхова кам'яниця, на першому поверсі якої 19 жовтня 2017 року відкрився магазин мережі міні-маркетів «Близенько», а до того приміщення ділили: відділення страхової компанії «Альфа Страхування», перукарсько-косметичний салон «Каліпсо» та ломбард.

### Триповерхова кам'яниця (№15)

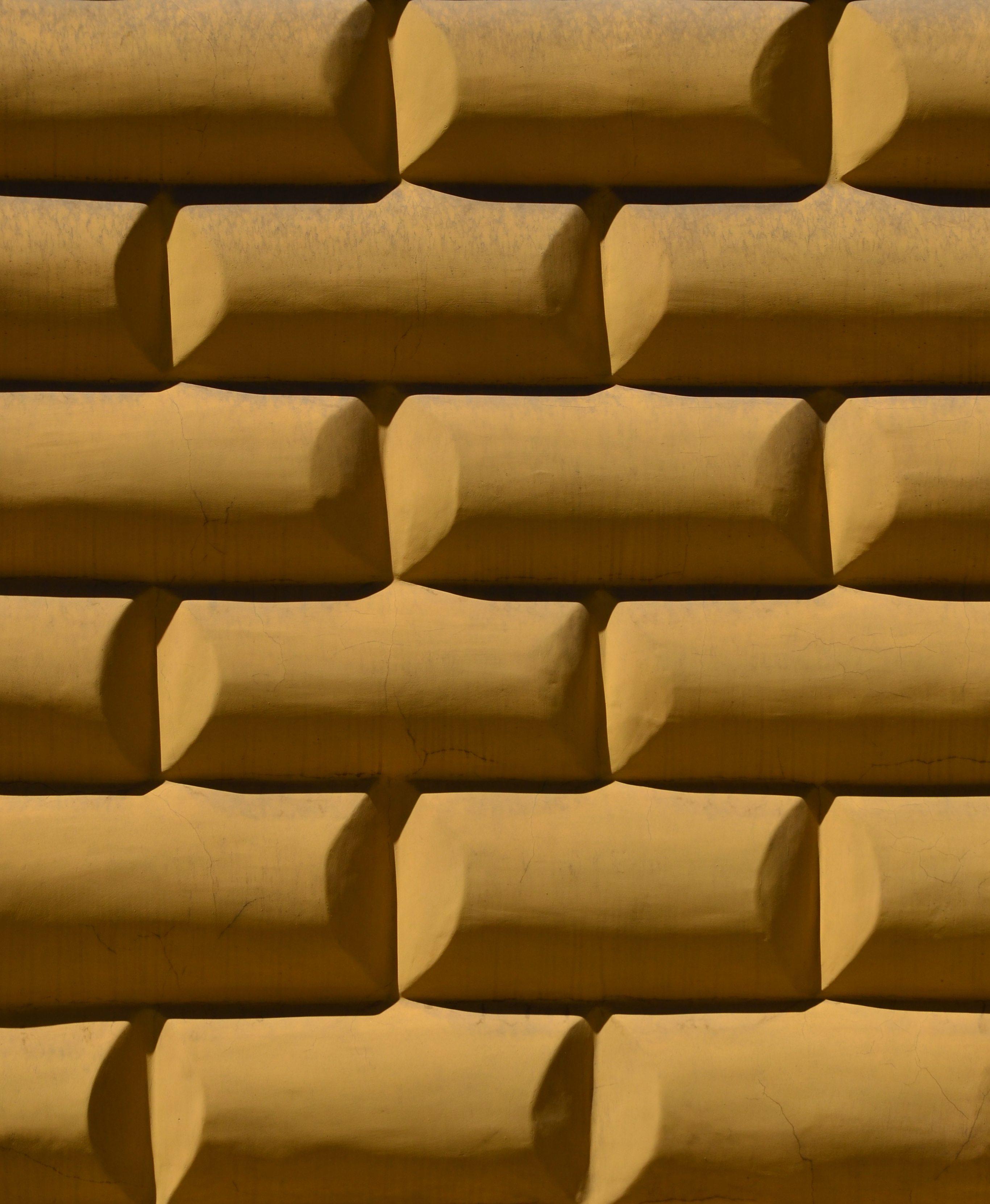
Цегла, Пекарської, 15

Триповерхова кам'яниця, в якій у міжвоєнний період містилася гуртівня тютюну «Спойна», відділення Малопольської молочарської спілки та майстерня з ремонту фортепіано Бартошевського, від 1950-х років — зоомагазин, нині — житловий будинок.

### Триповерхова кам'яниця (№16)
Триповерхова кам'яниця, перший поверх якої нині займає магазин «Софія декор». До того тут містилися ресторан-піцерія «Мама мія» та художній магазин «Акцент».

### Житлова кам'яниця (№17)
Пам'ятка архітектуримісцевого значення № 237
Житлова кам'яниця споруджена у 1911—1912 роках за проєктом архітектора Юзефа Пйонтковського. До другої світової війни тут містилися друкарня Тумена, редакція газети «Щоденна» та пекарня Фельцера. За радянських часів на фасаді будівлі була встановлена пам'ятна таблиця на згадку про те, що на вулиці 16 квітня 1936 року під час похорону Владислава Козака розстріляна демонстрація робітників Львова. Нині тут містяться магазин галантерейних виробів «Шик» та офіс туристичної фірми «Роза вітрів». 2017 року в межах проєкту «Urban project» фахівцями-ковалями ПП «Оберіг-Груп» та за сприяння проєкту «Муніципальний розвиток та оновлення старої частини міста Львова» відреставровано стару металеву браму цього будинку.

### Триповерхова кам'яниця (№18)
Триповерхова кам'яниця споруджена наприкінці XIX століття для Яна Макана за проєктом, затвердженим магістратом 17 червня 1885 року. Проєкт реконструкції виконав архітектор Михайло Макович 15 квітня 1907 року. У міжвоєнний період тут містилася редакція газети «Огніско», у повоєнні роки — штемпельно-граверний завод, нині — житловий будинок, на першому поверсі якого міститься «Копі-центр».
|                      |                                                        |                      |                      |
| Вулиця Пекарська, 15 | Колишній палац графа Орловського. Вулиця Пекарська, 13 | Вулиця Пекарська, 11 | Вулиця Пекарська, 17 |

### Палац Сєменських-Левицьких (№19)
Пам'ятка архітектуримісцевого значення № 658

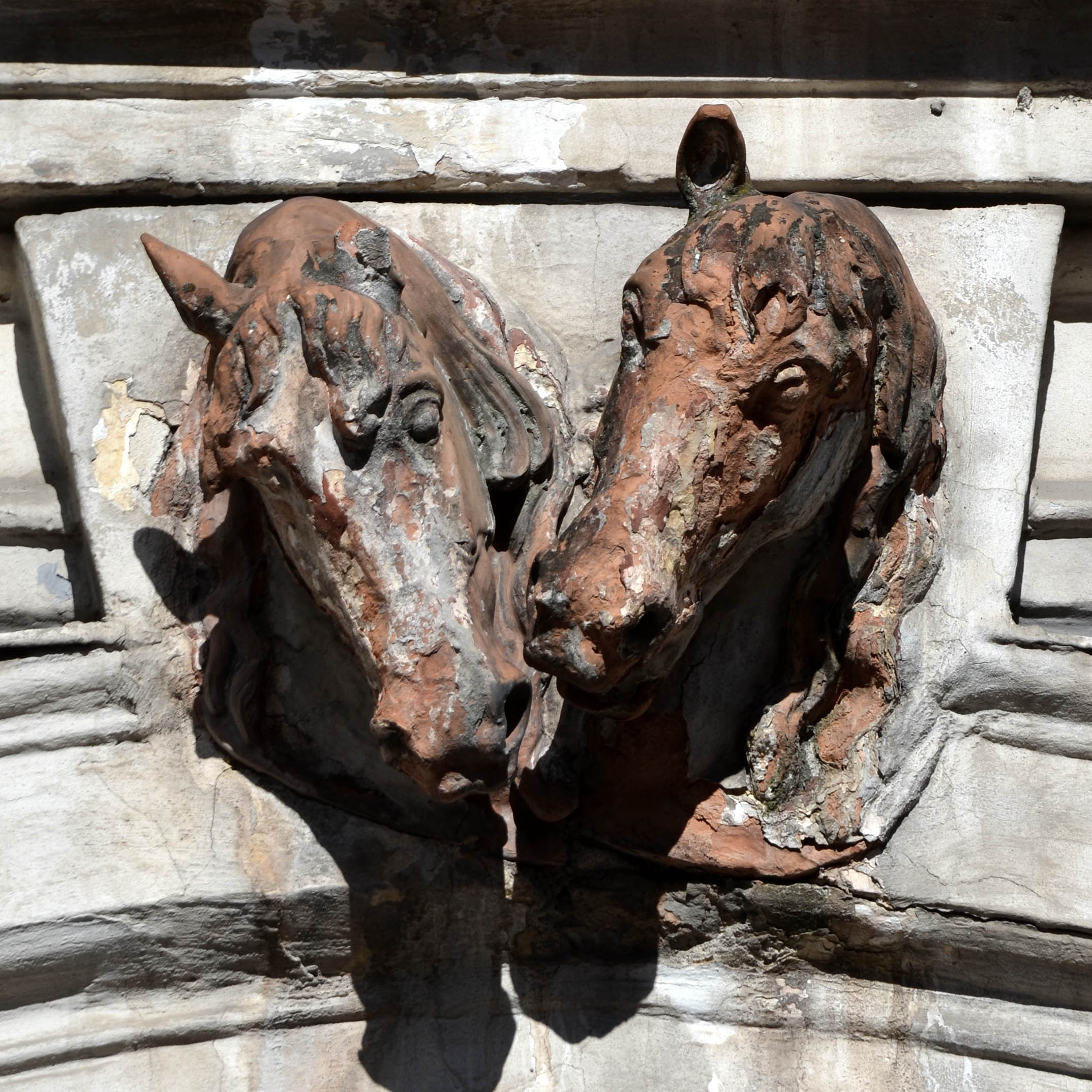
Скульптура на брамі в'їзду до палацу Сєменських-Левицьких

Палац Сєменських-Левицьких споруджений у першій половині XIX століття на замовлення граф Константи Сєменського. 1820 року Константи одружився зі Софією Левицькою, а їхній спадкоємець — Станіслав Костка Костянтин Марія Фелікс мав вже подвійне прізвище — Сєменський-Левицький. Відтоді на фасаді палацу зберігся вензель S. L. Він перебудував палац 1877 року за проєктом архітектора Вагнера у стилі французького бароко. У 1891—1894 роках архітекторами Іваном Левинським та Яном Кудельським проведено реконструкції палацу, який зберіг донині свій зовнішній вигляд. У 1930-х роки сюди з Народного дому перенесли філію української Академічної гімназії. У повоєнні роки тут містилася середня школа № 36, пізніше тут розмістили спеціалізовану школу-інтернат № 102 для дітей з розумовими вадами, що функціонує тут й донині.
Свого часу у гімназії навчався командир сотні «Ударники — 4» Перемиського куреня УПА Володимир Щигельський (Бурлака), про що сповіщає меморіальна таблиця (скульптор Петро Дзиндра, архітектор Олесь Ярема) встановлена на стіні офіцини.

### Будівля (№21)

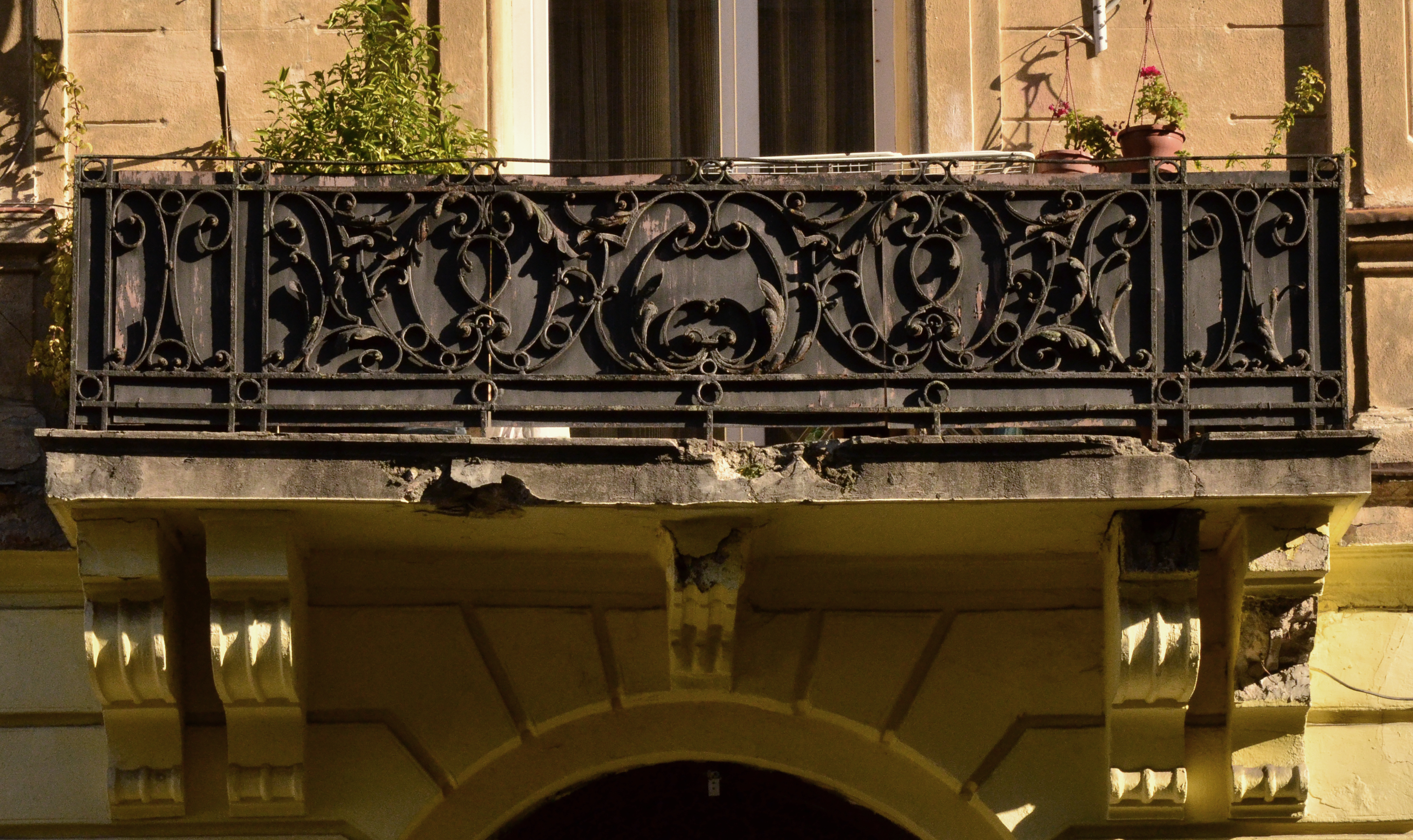
Один з балконів Пекарської, 21

В офіцині (дворовому флігелі) цього будинку від 1877 року діяла майстерня скульптора Абеля Марії Пер'є. Після його смерті у 1888 році тут працював його син Генрик Пер'є. Від 1996 року тут міститься агенція Світлани Варшавської, а також продюсерський центр «Зимні ноги» та Орендне підприємство «Львівське обласне проектно-виробниче архітектурно-планувальне бюро» та перекладацьке бюро «Юрлегалстатус».

### Триповерхова кам'яниця (№22)
Триповерхова кам'яниця, де у міжвоєнний період містилися перукарня Вайнтрауба, а від радянських часів знаходиться полк міліції охорони при Личаківському РВ ЛМУ УМВСУ (нині — полк ПО Личаківського ВП ГУНП у Львівській області). Також на початку 2000-х років тут містився салон мобільного зв'язку, а нині це приміщення ділять крамниці біжутерії та аксесуарів «Люксурі» та алкогольних напоїв «Гуртові ціни. Алкоголь».

### Офісна будівля (№23)
Чотириповерхова офісна будівля споруджена на місці скверу у 1997 році для потреб Індустріально-експортного банку. Нині у цьому приміщенні міститься відділення Львівської міжрегіональної дирекції ПАТ «Креді Агріколь Банк».

### Кам'яниця (№24)
Пам'ятка архітектуримісцевого значення № 659
Наріжна кам'яниця (інша адреса — вулиця Туган-Барановського, 2), споруджена 1898 року за проєктом архітектора Альбіна Загурського, скульптурне оздоблення Броніслава Солтиса. У міжвоєнний період на першому поверсі будинку містилися кімнати для сніданків Юзефа Новака, а за радянських часів його змінила звичайна їдальня, у наш час — кафе-бар «Паляниця», нині — кафе-десертація «Тарта». Цю ж адресу мають кафе «Лондон» та продуктова крамниця.
|                                                   |                                |                                                    |
| Атлант, який тримає балкон ліворуч. Пекарська, 24 | Двері кам'яниці Пекарської, 24 | Атлант, який тримає балкон праворуч. Пекарська, 24 |

### Триповерхова кам'яниця (№25)
Наріжна триповерхова кам'яниця, споруджена у 1898—1899 роках за проєктом архітектора Міхала Ковальчука. В будинку зберігся вітраж прямокутний, видовжений по вертикалі. У центрі вікна зображено сидячого амура, що грає на мандоліні. Композиція замкнена в овальний медальйон. По периметру вітраж оперезаний широкою матованою смугою з декоративними віньєтками вгорі і понизу рамки. Раніше тут працював магазин жіночого одягу особливих розмірів «Ольга Стиль». Нині тут містяться магазин-студія настільних ігор «Гамбіт», туристичне бюро «Lemberg travel».

### Будинок (№28)
У 1950-х роках тут містився народний суд Сталінського району, у 1970—1980-х роках — фабрика пластмасових виробів облуправління місцевої промисловості. Нині тут міститься ресторан «Старий Тифліс», який від 2018 року став «Шашлик у Маіса».

### Житловий будинок (№30)
Пам'ятка архітектуримісцевого значення № 1008

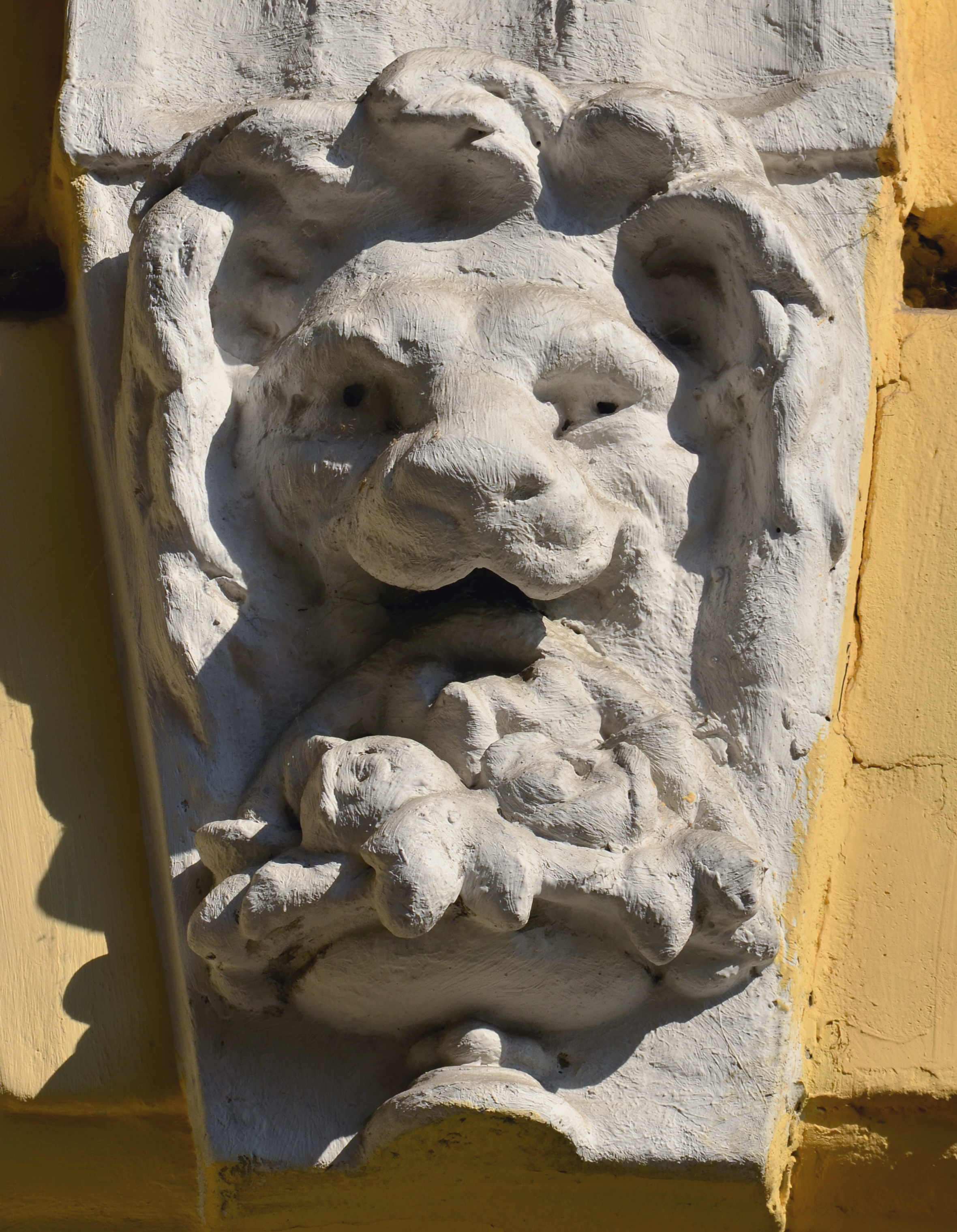
Статуя лева кам'яниці на Пекарській, 31

У цьому будинку у міжвоєнний період містився столярний цех Тенеровича, у 1950-х роках — меблева артіль «Червонодеревець», у 1960-1980-х роках — фабрика з виготовлення та ремонту художніх меблів, нині — офіс ТзОВ «Полісандр». Від 2017 року цю ж адресу має житловий комплекс «Бейкер-стріт. Шерлок Холмс», споруджений у 2015—2017 роках будівельною компанією «Ріел».

### Триповерхова кам'яниця (№31)
Наріжна триповерхова кам'яниця, споруджена у XIX столітті. Наприкінці XIX — початку XX століття у цьому будинку мешкала заможна єврейська родина, де 2 серпня 1900 року народився видатний ісламський письменник, мислитель, дипломат, представник Пакистану в ООН Леопольд Вайс. Нині на приміщення першого поверху займає продуктова крамниця мережі «Свій Маркет».

### Житловий будинок (№32)
Двоповерховий житловий будинок, розташований у внутрішньому подвір'ї між будинком № 34 та продуктовим кіоском. Заїзд до будинку перегороджений цегляною брамою з ворітьми. Тут у міжвоєнний період містився восьмий відділок податкової служби міста Львова. Нині будинок виконує житлову функцію, а також в будинку містяться ательє з ремонту і пошиття одягу та майстерня з ремонту взуття.

### Житловий будинок (№34)
За цією адресою розташований один з «найплоскіших» будинків Львова, що споруджений у 1890-х роках. Його фасад прикрашений необароковим декором та відкритою кладкою цегли, що стали поширеною практикою для епохи історизму. Завданням архітектора було втиснути його між сусідні будинки, чим, власне, і викликана досить незвична гострокутна форма одного з наріжників. Так його передній і тильний фасади утворюють між собою гострий кут у 45°, зі зрізаною вершиною (завширшки близько 1,4 м.). Якщо дивитися на будинок, ставши неподалік від цього кута, то створюється враження, ніби весь будинок — це одна суцільна стіна.
|                            |                      |                      |                      |
| Палац Сєменських-Левицьких | Вулиця Пекарська, 21 | Вулиця Пекарська, 24 | Вулиця Пекарська, 31 |

### Прибуткові будинки Тадеуша Чарнецького (№38, 40)
Пам'ятки архітектуримісцевого значення № 660, 661

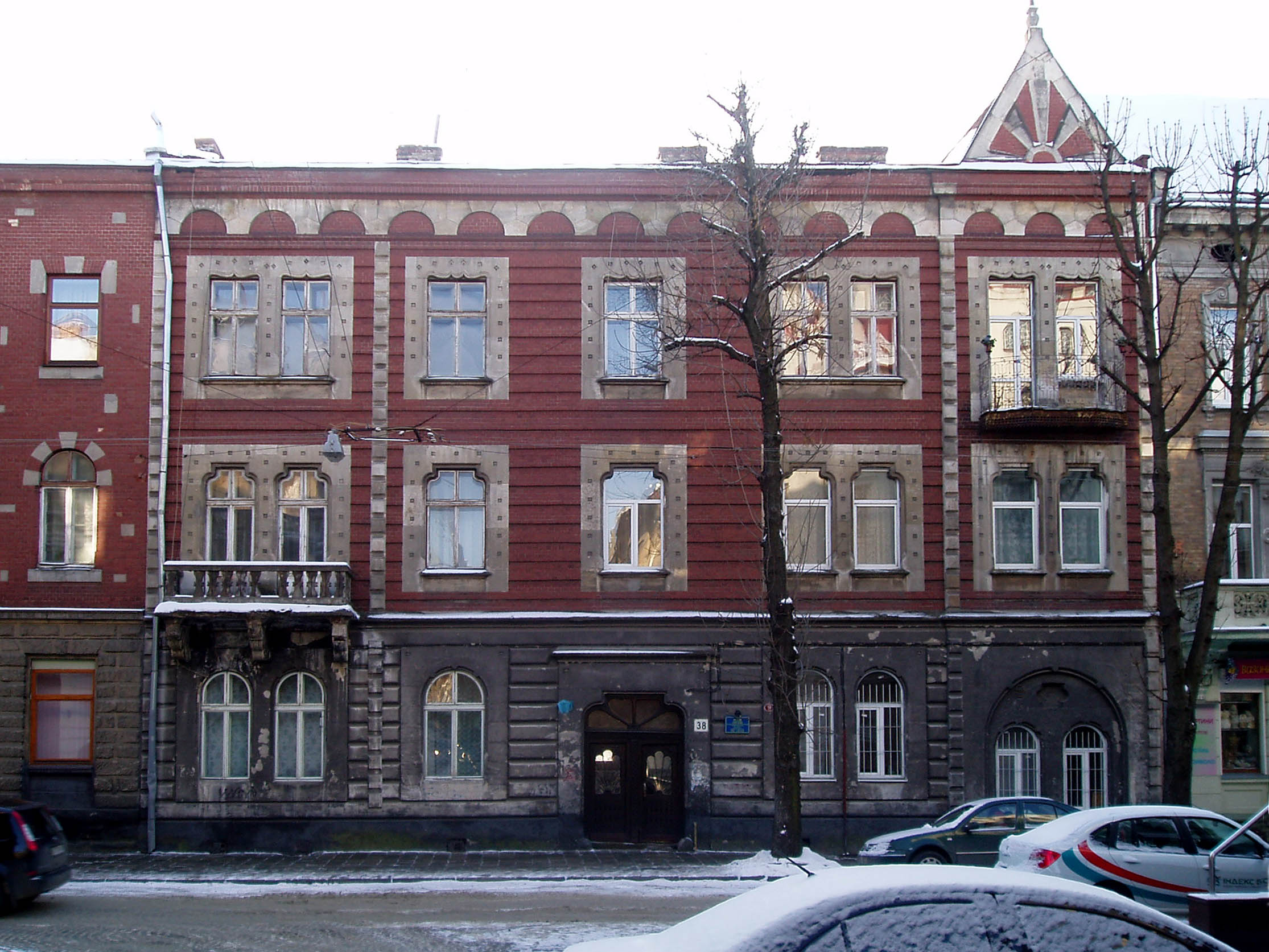
Пекарська, 38

Два однакових будинки відомого личаківського купця, радного міста Львова Тадеуша Чарнецького споруджені за проєктом архітектора Казимира Мокловського 1905 року, а фасади виконано у закопанському стилі. У будинку № 38 у 1950-1960-х роках містилася майстерня з індивідуального шиття одягу, за радянських часів тут також діяв опорний пункт правопорядку, нині це дільничний пункт Личаківського ВП ГУНП у Львівській області.

### Житловий будинок (№41)
Будинок, споруджений у 1980-х роках, де до 2013 року містився центр технічної експлуатації первинної мережі № 6 дирекції первинної мережі АТ «Укртелеком». 2016 року приміщення на першому поверсі будинку займає Львівський центр надання послуг учасникам бойових дій.

### Кам'яниця з виноградарями (№49)
Пам'ятка архітектуримісцевого значення № 2186

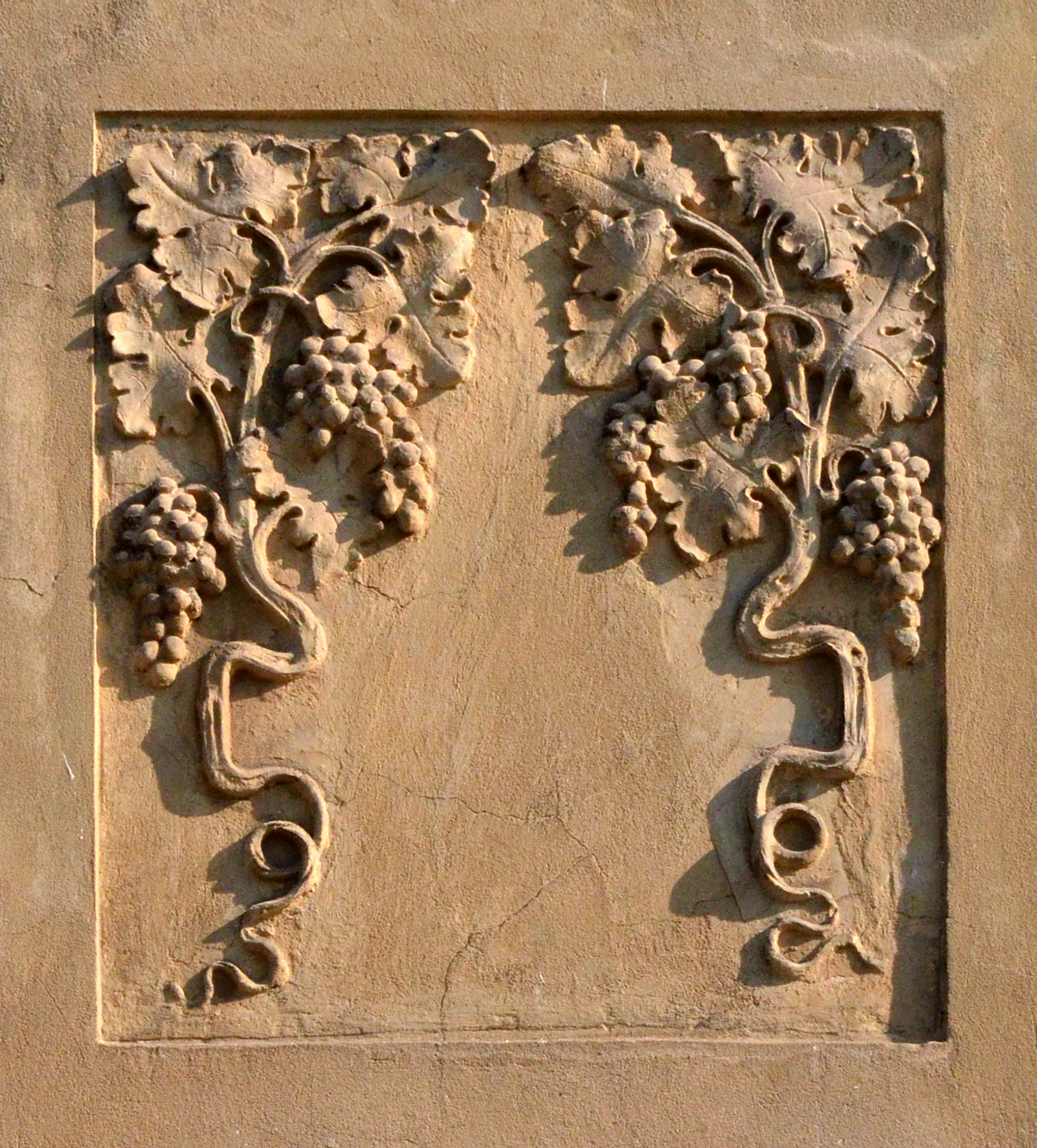
Виноград Пекарської, 49

Чотириповерхова кам'яниця споруджена близько 1910 року. Має мансардовий дах та ризаліт, завершений трикутним фронтоном з еркером у тимпані. Під фронтоном розташовано три барельєфи у стилі ар деко, що зображають виноградарів (автор — скульптор Францішек Томаш Бєрнат). У подвір'ї кам'яниці Пепловських, що стояла раніше на цьому місці, функціонувала майстерня відомого скульптора Гаврила Фелікса Красуцького. Пізніше Красуцький перейшов працювати до майстерні Абеля Марії Пер'є, що знаходилася тоді на вулиці Пекарській, 21.

### Львівський національний університет ветеринарної медицини та біотехнологій імені Степана Гжицького (№50)
Головний корпус ЛНУ ветеринарної медицини та біотехнологій імені Ґжицького споруджений у стилі сталінського ампіру за проєктом Івана Жолтовського 1961 року. Наприкінці 1970-х років до чинної будівлі добудовано нові навчальні корпуси за проєктом Олександра Гуковича. 1991 року на фасаді головного корпусу встановлено бронзову меморіальну таблицю Степанові Ґжицькому (скульптор Іван Микитюк, архітектор Володимир Турецький). 29 серпня 2016 року на території Львівського національного університету ветеринарної медицини відкритий перший в Україні пам'ятник ветеринару (авторство — скульптор Юліан Савко, архітектор Іван Тимчишин). Композиція має три основних елементи: кінь (як пацієнт), поруч з ним стоїть ветеринарний лікар і подає йому ліки в чаші. Вартість робіт склала 550 000 гривень.
| |                                               | |                      |
| Навчальні корпуси Львівського національного медичного університету ім. Данила Галицького. Вулиця Пекарська, 52 | Палац Туркулів-Комелло. Вулиця Пекарська, 50а | Львівський національний університет ветеринарної медицини та біотехнологій імені Степана Гжицького. Вулиця Пекарська, 50 | Вулиця Пекарська, 49 |

### Колишній палац Туркулів-Комелло (№50а)
Пам'ятка архітектуримісцевого значення № 773

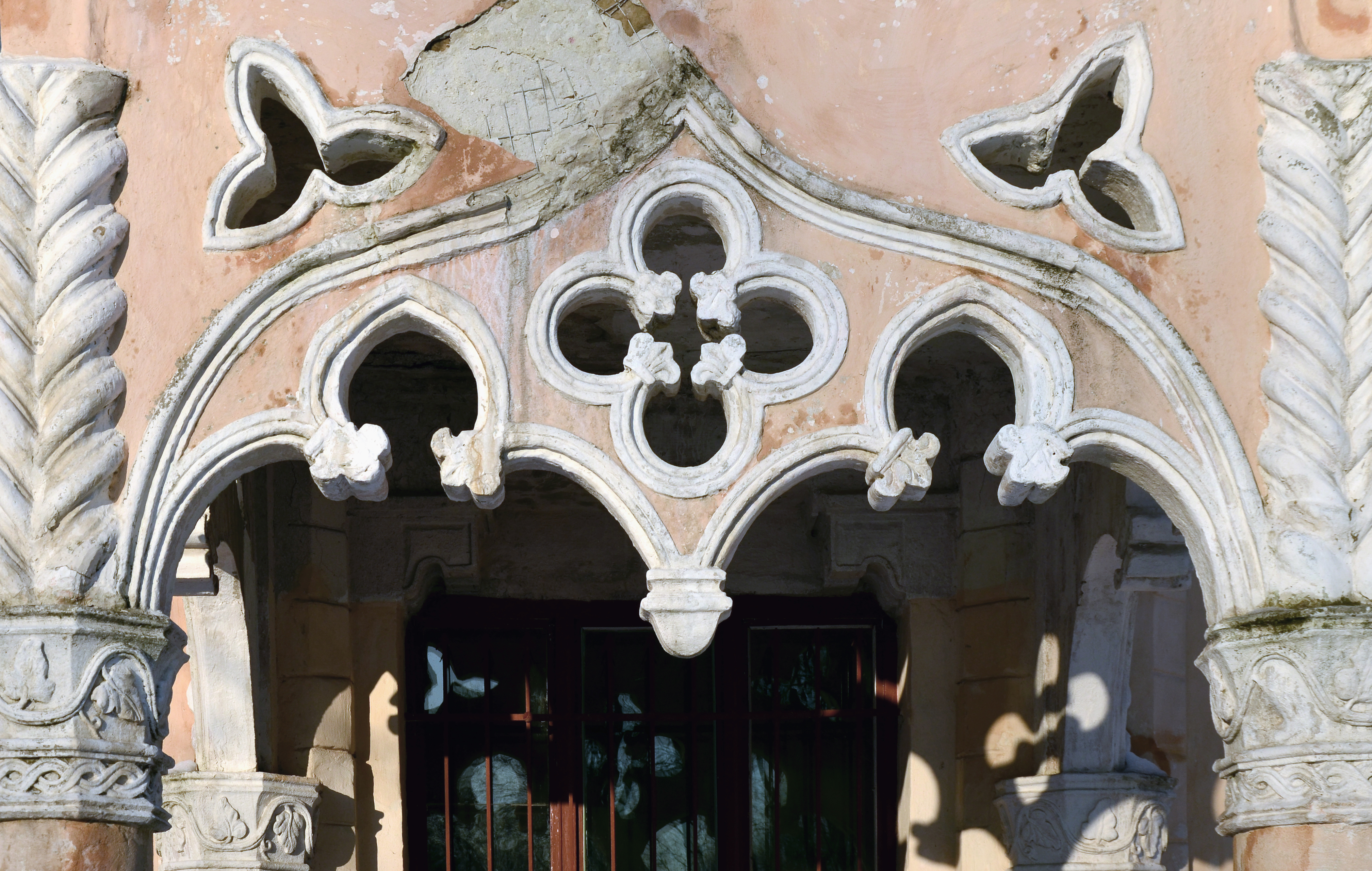
Вхід до брами палацу Туркулів-Комелло

Палац Туркулів-Комелло, збудований близько 1840–1843 років, ймовірно, за проєктом архітектора Фридеріка Баумана. Цей палац є однією з перших у Львові споруд раннього історизму та першою із яскраво вираженими рисами неоготики. Нині — навчальний корпус № 3 Львівського національного університету ветеринарної медицини та біотехнологій імені Степана Гжицького.

### Навчальні корпуси Львівського національного медичного університету імені Данила Галицького (№52)
Пам'ятка архітектуримісцевого значення № 1366
Навчальні корпуси медичного університету та приміщення міського моргу споруджені у 1891—1895 роках за проєктом архітектора Йозефа Браунзайса. 1932 року споруджено ще один корпус (нині — кафедра фармацевтичної, органічної та біоорганічної хімії). Проєкт будинку у стилі функціоналізму виконав архітектор Юзеф Авін. В приміщенні вишу також діє музей хвороб людини. 1975 року по центру площі, що між корпусами встановлено пам'ятник, присвячений подвигу медиків у другій світовій війні (автор — скульптор Іван Кушнір, архітектор Аполлон Огранович. Цю ж саму адресу має храм Різдва Предтечі Івана Хрестителя (УПЦ КП), настоятелем якого є протоієрей Степан Палько.

### Львівська обласна інфекційна клінічна лікарня (№54, 56)
Комплекс споруд інфекційної клінічної лікарні збудовано у 1910—1914 роках в стилі раціональної постсецесії за проєктом архітекторів Тадеуша Врубеля та Казимира Норберта Каменобродського. За міжвоєнної Польщі, в будинку під № 56 діяв Державний заклад гігієни. У 1950-х роках його переобладнано під гуртожиток Торговельно-економічного інституту, а нині будівля належить інфекційній клінічній лікарні. 1996 року на території медичного закладу встановили відновлену фігуру Матінки Божої, а 24 липня 2015 року, Високопреосвященний владика Ігор, Архиєпископ і Митрополит Львівський, освятив каплицю святого апостола Андрія Первозванного та Слуги Божого Митрополита Андрея Шептицького.

### Колишній монастир Воскресинів (№55, 57, 59, 59а)
Храм Христа Спасителя є пам'яткою історіїмісцевого значення № 1649

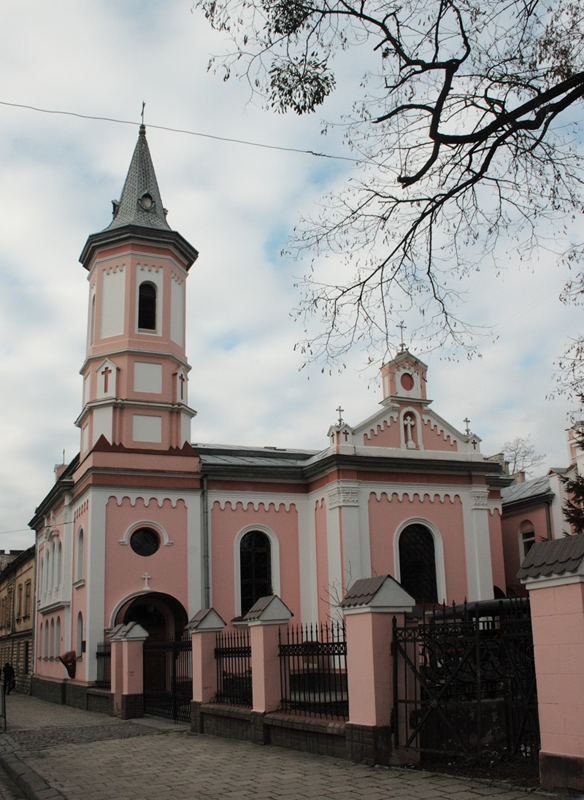
Церква Христа-Спасителя

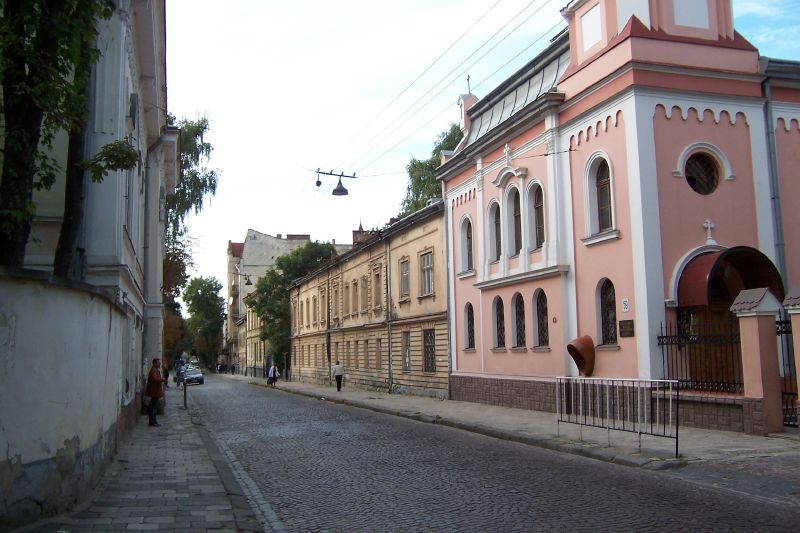
Біля церкви Христа-Спасителя

Комплекс будівель колишнього монастиря Воскресинів споруджений у 1881—1932 роках в стилі історизму на ділянці, якою володіли монахи-францисканці. Будівництво перших споруд монастирського комплексу розпочато у 1874 року за проєктом Ростковського. У 1880-х—1890-х роках багаторазово проводилися добудови, переважно за проєктами Альбіна Загурського. Головний вівтар виконали архітектор Ян Томаш Кудельський та скульптор Петро Гарасимович. У 1990-х роках в інтер'єрах відновлено фрески Яна-Казимира Смучака, зроблені 1932 року.
До складу комплексу входять:
- Під № 55 — двоповерхова будівля колишнього монастиря, споруджена у 1880—1896 роках[65]. Нині у цьому будинку міститься піцерія «Призма Нова»;
- Під № 57 — колишній будинок семінарії, споруджений 1890 року та реконструйований 1932 року[65], де за радянських часів й до 2010-х роках, містилося інфекційне відділення Львівського окружного військового шпиталю;
- Під № 59 — колишній римо-католицький костел Воскресинів, споруджений у 1888—1890 роках. Від 1994 року в приміщенні колишнього костелу діє протестантський храм Христа Спасителя Української християнської місії відродження та милосердя[66]. Цей самий номер мають й колишній будинок «Руського інтернату», спорудженого у 1881—1897 роках, що також до 2010-х роках належала Львівському окружному військовому шпиталю та двоповерхова будівля брами-проїзду, споруджену 1897 року.
- Під № 59а — чотириповерхова будівля, що за часів незалежної України віддана у колективну власність УПЦ (МП)[65]. У квітні 2023 року будівлю передали в користування Першому територіальному медоб'єднанню Львова. Згодом її пристосують до потреб реабілітаційного закладу в межах центру «Незламні» та облаштують 56 ліжкомісць у ній[67].

### Колишній дитячий сиротинець Святого Йосифа (№61)

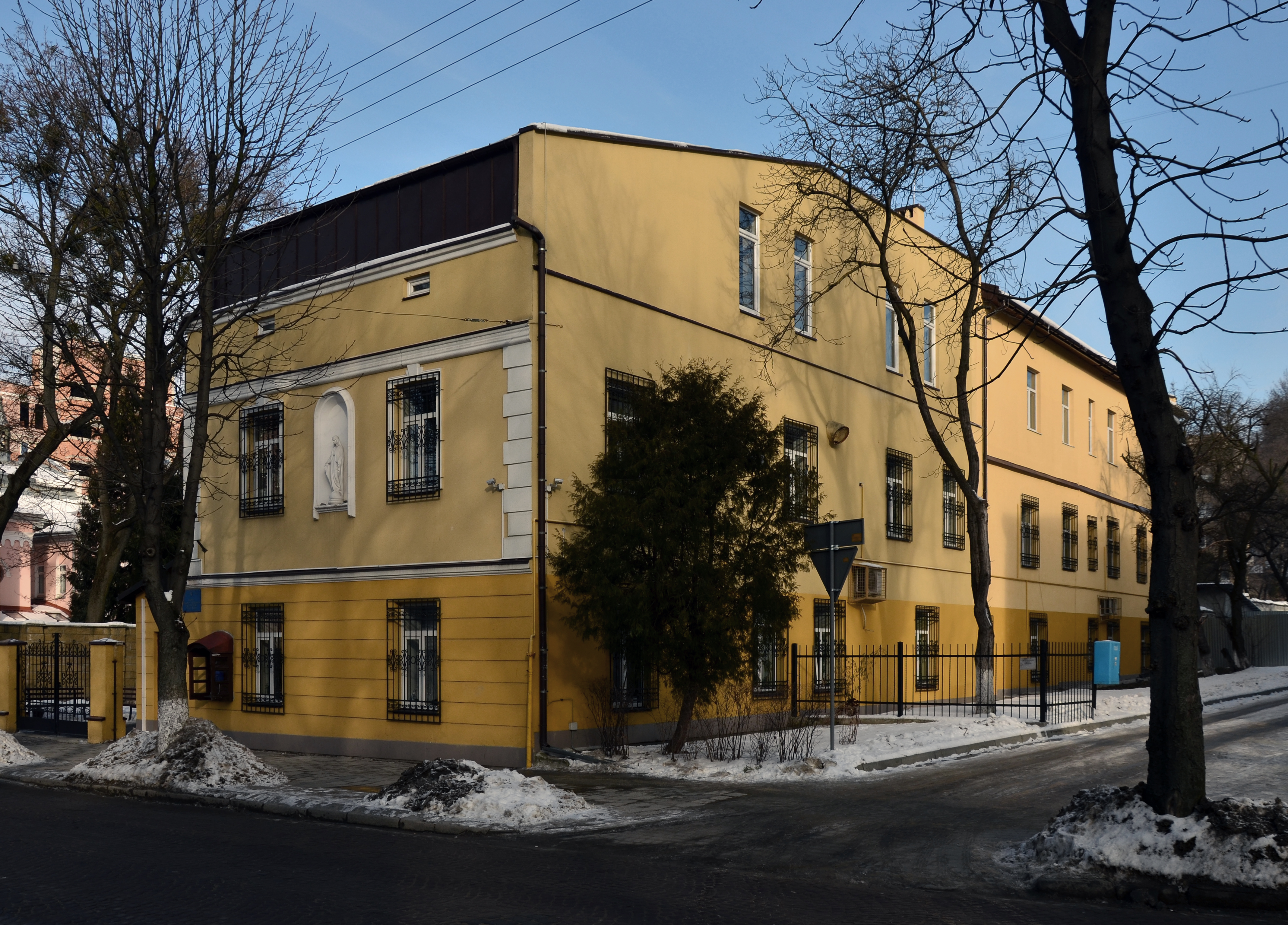
Пекарська, 61

Двоповерхова будівля сиротинця споруджена у 1873—1874 роках на замовлення Юлії Галлер, ймовірно за проєктом інженера Ростовського. Від 1874 року тут оселилися сестри-францисканки Найсвятішого Сакраменту. 1893 року відбулася реконструкція будинку за проєктом архітектора Яна Томаша Кудельського, після чого будівля отримала зовнішні форми неоренесансу. 1931 року за проєктом архітектора Вавжинця Дайчака здійснено добудову одноповерхової прибудови з півночі будинку.
До Другої світової війни притулок ліквідований, а у його приміщеннях розмістили установу, що нині має назву — комунальний заклад «Львівське обласне бюро судово-медичної експертизи». Капітальний ремонт з реконструкцією (розширенням) приміщень колишнього сиротинця відбувся у 2013—2014 роках, після якого будівля кардинально змінила свій зовнішній вигляд.

### Львівський обласний центр служби крові (№65)
За адресою розташоване комунальне підприємство Львівської обласної ради — Львівський обласний центр служби крові.

### Будівля колишньої дерматологічної клініки (№69)
Пам'ятка архітектури місцевого значення № 238

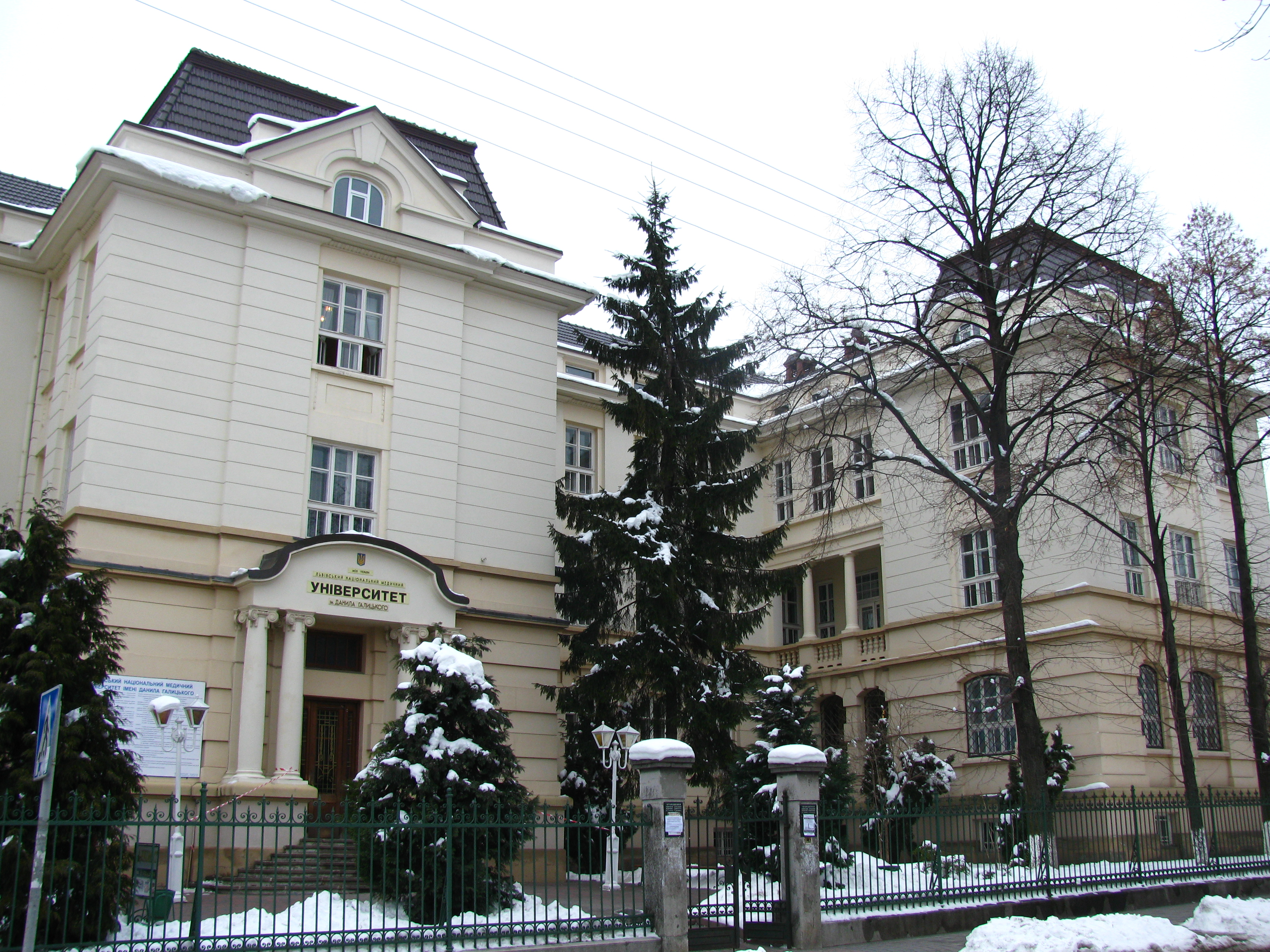
Головний корпус Львівського медичного університету

Будівля для дерматологічної (шкірно-венерологічної) клініки споруджена за ініціативою професора дерматології Львівського університету Володимира Лукасевича у 1912–1914 роках та за проєктом невідомого архітектора. Ранній приклад архітектури модернізму, виконаний у класицистичному варіанті. У 1914—1915 роках тут діяв епідемічний шпиталь, створений російською окупаційною владою, а після повернення австро-угорського війська у червні 1915 року — венеричний шпиталь. Після Першої світової війни завдяки професору Лукасевичу 1920 року тут завершене облаштування клініки шкірних та венерологічних хвороб й до 1939 року вона є одним з найкращих закладів охорони здоров'я передвоєнної Польщі. З приходом радянської влади шкірно-венерологічна клініка була перенесена в інші приміщення, натомість у цій будівлі облаштувалася дирекція Львівського медичного інституту. Нині — головний (адміністративний) та навчальний корпус Львівського національного медичного університету імені Данила Галицького.

### Будинки (№69а, 69в)
Будинки, споруджені 1977 року для потреб Львівської обласної стоматологічної поліклініки. 28 грудня 2010 року згідно з наказом № 3473-з по ЛНМУ імені Данила Галицького, на базі університетської стоматологічної поліклініки та реорганізованої Львівської обласної стоматологічної поліклініки створено стоматологічний медичний центр Львівського національного медичного університету імені Данила Галицького.

### Будівля (№69б)
Будівля Львівського обласного клінічного діагностичного центру, споруджена у 1980-х роках. Рішенням Львівської облради від 20 вересня 2022 року розширили комунальне некомерційне підприємство Львівської обласної ради «Львівський обласний клінічний діагностичний центр» шляхом приєднання до нього «Львівський обласний державний клінічний лікувально-діагностичний ендокринологічний центр» на вул. Острозького, 1 та «Львівський обласний спеціалізований центр радіаційного захисту населення» на вул. Морозній, 31а.

### Ботанічний сад Львівського медичного університету (№73)

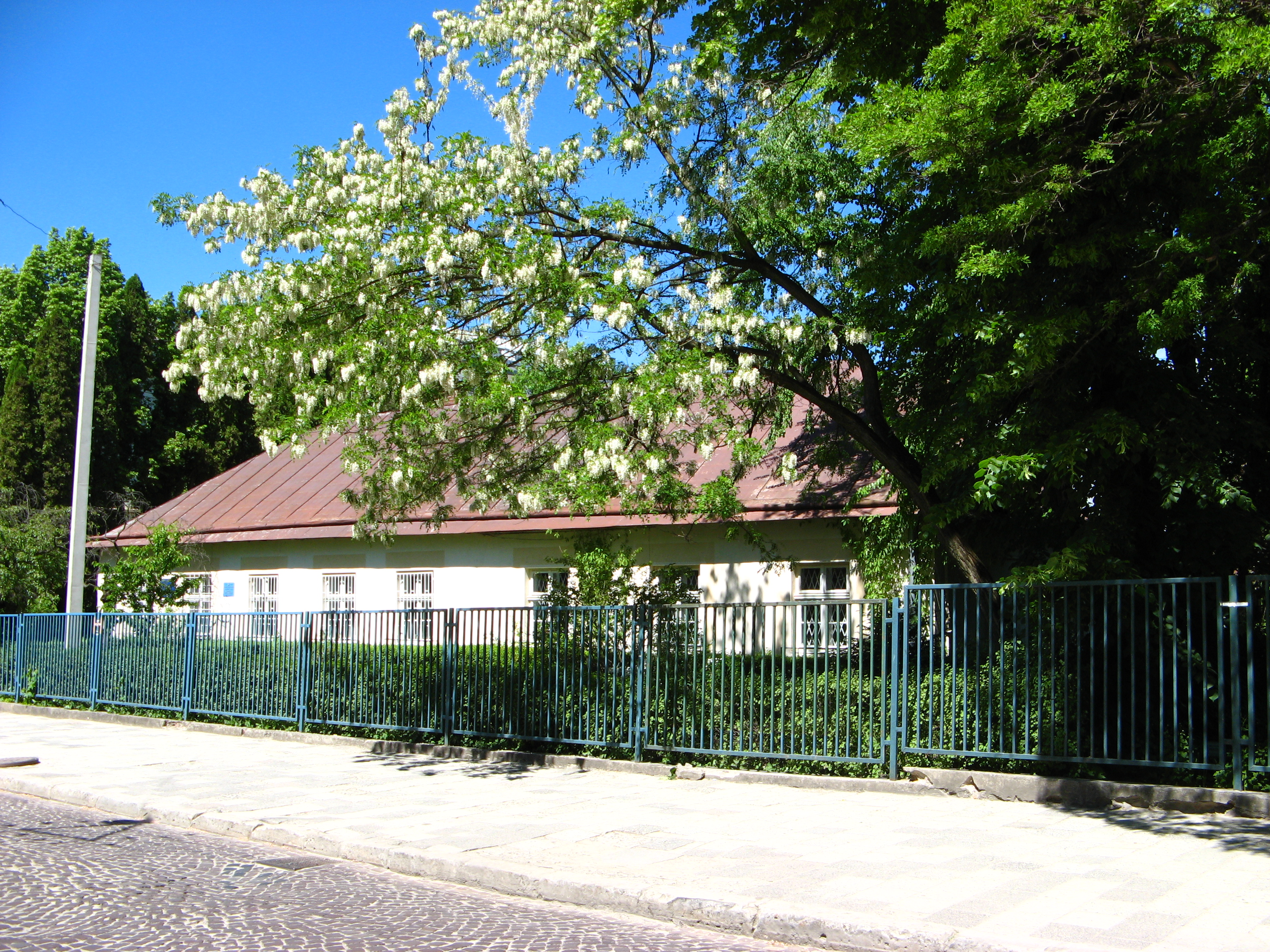
Адміністративний будинок Ботанічного саду (вигляд з вулиці Пекарської)

Одноповерховий будинок збудований у другій половині XIX століття, де від другої половини 1870-х років діяла друга майстерня скульптора Абеля Марії Пер'є. У 1931—1964 роках в цьому будинку мешкав професор Тадеуш Вільчинський, за його ініціативою у 1929—1930 роках організований сад лікарських рослин, пізніше відомий як Ботанічний сад Львівського медичного університету. 1964 року колекційні ділянки лікарських рослин і дендропарк оголошені пам'ятками природи та зараховані до природо-заповідного фонду. На фасаді будинку адміністрації встановлена меморіальна таблиця, на честь засновника ботанічного саду — професора Тадеуша Вільчинського.

### Будівля (№95)
Одноповерховий будинок, у якому від радянських часів міститься дирекція Державного історико-культурного музею-заповідника «Личаківський цвинтар». У 1905—1918 роках за цією адресою існувала майстерня «Різьбярсько-каменська рукодільня. Людвиг Тирович. Яків Балабан».

## Інші пам'ятки

### Пам'ятки
- Пам'ятник медикам, які загинули під час Другої світової війни встановлено 1975 року посеред фонтану, розміщеного між трьома корпусами медичного університету. Спочатку пам'ятник вшановував медиків, загиблих у Великій Вітчизняній війні. На його п'єдесталі містився напис російською «Бессмертной доблести врачей 1941—1945». Автори та скульптор пам'ятника Петро Кушнір, архітектор Аполон Огранович. Вже на початку 1990-х років напис замінено українською версією «Безсмертній доблесті лікарів». Дати німецько-радянської війни збережено[73].
- Пам'ятник ветеринарному лікарю відкрито 29 серпня 2016 року біля Львівського національного університету ветеринарної медицини імені С. З. Гжицького. Композиція складається з трьох основних елементи: кінь, як пацієнт ветеринарного лікаря, поруч стоїть ветеринарний лікар і подає йому ліки у чаші. Авторами пам'ятника є скульптор Юліан Савко та архітектор Іван Тимчишин[54].
- Погруддя професорів Генрика Кандия, Георгія Караванова, Юлія Кулачковського біля Медичного університету встановлені на початку XX століття[74].

### Меморіальні та пам'ятні таблиці
- Меморіальна таблиця на стіні огорожі спеціалізованої школи-інтернату № 102, яка сповіщає, що у філії української гімназії навчався Володимир Щигельський (Бурлака)[74].
- Меморіальна таблиця на пошану Романа Іваничука встановлена 27 травня 2019 року на фасаді будинку на вул. Пекарській, 13[75].
- Пам'ятна таблиця з сірого граніту на фасаді кам'яниці № 17 встановлена 16 квітня 1956 року. Вона повідомляла про те, що 16 квітня 1936 року під час похорону безробітного Владислава Козака розстріляно «масову антифашистську демонстрацію трудящих міста Львова»[74].
- Бронзова пам'ятна таблиця Степану Ґжицькому на фасаді Львівського національного університету ветеринарної медицини та біотехнологій імені Степана Ґжицького. Скульптор Володимир Турецький, архітектор І. Микитюк[76].
- Пам'ятні таблиці професорам Михайлові Лобі, Володимиру Масляку, Якубу Парнасу, Дмитру Луцику на фасадах корпусів львівського медуніверситету[77].
- Пам'ятна таблиця встановлена 2012 року біля львівського медуніверситету на вшанування студентів, розстріляних 1941 року (скульптор Юліан Квасниця)[77].
- Пам'ятна таблиця на пошану професора Тадеуша Вільчинського на фасаді будинку на вул. Пекарській, 73[78].

|                                |                                                              |                    |
| Пам'ятник ветеринарному лікарю | Пам'ятник медикам які загинули під час другої світової війни | Гінкго дволопатеве |

### Ботанічні пам'ятки
Гінкго дволопатеве ботанічна пам'ятка природи місцевого значення в Україні. Зростає біля навчального корпусу № 3 — колишнього палацу Туркулів-Комелло. Статус надано 20 березня 2018 року з метою збереження одного дерева реліктового виду — ґінкго дволопатеве (лат. Ginkgo biloba), занесеного до Червоної книги України.

## Вулиці поруч
Вулиця Пекарська перетинається з наступними вулицями та площами (з заходу на схід):
| - Площа Соборна; - Вулиця Павла Римлянина; - Вулиця Туган-Барановського; - Вулиця Ігоря Дашка; | - Вулиця Вітвера; - Вулиця Донцова; - Вулиця Патріарха Димитрія Яреми; - Вулиця Тершаковців; | - Вулиця Вітвера; - Вулиця Донцова; - Вулиця Патріарха Димитрія Яреми; - Вулиця Тершаковців; | - Вулиця Чернігівська; - Вулиця Шімзерів; - Вулиця Личаківська; - Вулиця Мечникова. | - Вулиця Чернігівська; - Вулиця Шімзерів; - Вулиця Личаківська; - Вулиця Мечникова. |

На початку вулиці розташована площа Соборна. Перехрестя в районі вулиць Патріарха Димитрія Яреми — Тершаковців регулюється світлофорами. Біля повороту до вулиці Туган-Барановського є пішохідний перехід. Наприкінці вулиці зі східної частини, починається вулиця Мечникова та розташовано Личаківський цвинтар.

## Транспорт
Рух із заходу на схід односторонній. Прямих зупинок чи маршрутів громадського транспорту вулиця немає. Розташування поруч площі Соборної, Митної, вулиць Личаківської, Мечникова, Володимира Шухевича, Володимира Винниченка дозволяє дістатися до вулиці з різних сторін міста, як автомобілем, так і громадським транспортом. Цьому сприяє значна кількість маршрутів трамваїв, автобусів та маршрутних таксі.
Через значне навантаження руху на сусідні вулиці Личаківській — Пекарська є обхідною вулицею як для виїзду так і в'їзду до центру міста.
До Пекарської близько розташовані, крім Личаківської та Володимира Винниченка, такі важливі вулиці Львова як Костя Левицького та Зелена.

## Вулиця Пекарська в культурі
- У куплеті пісні «То є Львів» гурту Скрябін згадується вулиця Пекарська. «А стара Пекарська, я нею нагулявся, Як пари пропускав і по Личакові хитався».
- В романі Романа Іваничука «Хресна проща».
- В романі «Терези» Анни Хоми.
- В детективному романі «Офіцер із Стрийського парку» Андрія Кокотюхи.

### Польською мовою
- Biriulow J. Rzeźba lwowska od połowy XVIII wieku do 1939 roku: Od zapowiedzi klasycyzmu do awangardy. — Warszawa: Neriton, 2007. — 332 s. — ISBN 978-83-7543-009-7. (пол.)
- Orłowicz M. Ilustrowany przewodnik po Lwowie ze 102 ilustracjami i planem miasta. — Wydanie drugie, rozszerzone. Książnica-Atlas. — Lwów-Warszawa: Zjednoczone zaklady kartograficzne i wydawnicze, 1925. — 280 s. (пол.)
- Najnowszy ksiąźkowy plan-informator miasta Lwowa ze spisem ulic oraz 14 planami miasta.  — Lwów: Nakładem Edwarda Zimnego, 1939.  — 60 s. (пол.)

### Українською мовою
- Архітектура Львова: Час і стилі. XIII—XXI ст / Ю. Бірюльов, Б. Черкес, М. Бевз, А. Рудницький та ін. — Львів : Центр Європи, 2008. — 720 с. — ISBN 978-966-7022-77-8.
- Бірюльов Ю. О. Мистецтво львівської сецесії. — Львів : Центр Європи, 2005. — С. 31, 32. — ISBN 966-7022-44-7.
- Вуйцик В. Територіальний розвиток міста Львова (до 1939 року) // Вісник інституту «Укрзахідпроектреставрація», ч. 8. — Львів, 1997. — С. 41—48.
- Ґранкін П. Статті (1996-2007). — Львів : Центр Європи, 2010. — 312 с. — ISBN 978-966-7022-84-6.
- Драк М. Революції безсмертя. Місцями революційної слави на Львівщині. — Львів : Каменяр, 1977. — С. 60.
- Енциклопедія Львова: в 4-х т / за ред. А. Козицького та І. Підкови. — Львів : Літопис, 2007. — Т. 1: А—Ґ. — 656 с. — ISBN 978-966-7007-68-8.
- Енциклопедія Львова: в 4-х т / за ред. А. Козицького. — Львів : Літопис, 2010. — Т. 3: К. — 736 с. — ISBN 978-966-7007-99-7.
- Ілько Лемко, Михалик В., Бегляров Г. Пекарська вул. // 1243 вулиці Львова (1939—2009). — Львів : Апріорі, 2009. — С. 209—213. — ISBN 978-966-2154-24-5.
- Ілько Лемко. Цікавинки з історії Львова: історичні нариси. — Львів : Апріорі, 2011. — 126 с. — ISBN 978-617-629-024-7.
- Історія Львова. Короткий нарис. — Львів : Видавництво Львівського університету, 1956. — 281 с.
- Капраль М. Національні громади Львова XVI—XVIII ст. (соціально-правові взаємини). — Львів : Літературна агенція «Піраміда», 2003. — С. 339—340.
- Крип'якевич І. Історичні проходи по Львові. — Львів : Каменяр, 1991. — С. 93. — ISBN 5-7745-0316-X.
- Львівська академія ветеринарної медицини імені С. З. Ґжицького (1784—2000). — Львів : Модерн-2, 2000. — С. 820—821. — ISBN 966-7158-73-X.
- Мельник Б. В. Покажчик сучасних назв вулиць і площ Львова // Довідник перейменувань вулиць і площ Львова. XIII—XX століття. — Львів : Світ, 2001. — С. 46, 99, 115, 122. — 5000 прим. — ISBN 966-603-115-9.
- Мельник І. Вулиці Львова. — Харків : Фоліо, 2017. — С. 173, 177, 456, 458, 474—481, 487. — 750 прим. — ISBN 978-966-03-7863-6.
- Мельник І., Масик Р. Між Пекарською та Костя Левицького // Пам'ятники та меморіальні таблиці міста Львова. — Львів : Апріорі, 2012. — С. 156—170. — (Львівські вулиці і кам'яниці) — 2000 прим. — ISBN 978-617-629-077-3.
- Нога О. П. Скульптура українського авангарду 1905—1918 років. — Львів : Українські технології, 2005. — 780 с.
- Пам'ятники архітектури УРСР, що перебувають під державною охороною: список. — Київ : Держбудвидав, 1956. — С. 54.